# Nghĩa Mỹ, Thái Hòa
Nghĩa Mỹ là một xã thuộc thị xã Thái Hòa, tỉnh Nghệ An, Việt Nam.
Xã Nghĩa Mỹ có diện tích 11,92 km², dân số năm 1999 là 4.722 người, mật độ dân số đạt 396 người/km².